# Convento de Santo António da Piedade
El Convento de Santo António da Piedade, erigido en el Fuerte de Santo António da Piedade, es un monumento de la ciudad de Évora, y está situado en la parroquia de Bacelo, siendo clasificado como Propiedad de Interés Público.
La casa religiosa, de la Orden Franciscana, fue fundada en 1576 por el cardenal  D. Enrique pero se terminó en la época de su sucesor en la archidiócesis eborense, Teotónio de Braganza.
Durante la Guerra de Restauración, en la década de 1650,  Juan IV decidió erigir un fuerte defensivo dentro de la muralla de este convento en la ciudad de Évora..
El fuerte, del tipo Vauban, está compuesto por cuatro baluartes, que aún mantienen varias garitas y fosos.
A finales de 1834, el convento capuchino, muralla y fuerte sirvió durante breves años como cementerio público, hasta que fueron vendidos por el Estado a particulares que habían adulterado en gran medida el convento, adaptándolo la forma  de una residencia.
En el siglo XX, el convento ya fue adquirido por el Seminario Mayor de Évora. Durante muchas décadas el «Externato de Santo António» funcionó allí, y poco después sirvió como Casa Sacerdotal de la Arquidiócesis de Évora. Actualmente es el «Seminario Misionero Arquidiocesano Redemptoris Mater» de Évora.